# Медіна (Нью-Йорк)
Медіна (англ. Medina) — селище (англ. village) в США, в окрузі Орлінс штату Нью-Йорк. Населення — 6047 осіб (2020).

## Географія
Медіна розташована за координатами 43°13′11″ пн. ш. 78°23′16″ зх. д. / 43.21972° пн. ш. 78.38778° зх. д. (43.219742, -78.387874).  За даними Бюро перепису населення США в 2010 році селище мало площу 8,74 км², з яких 8,54 км² — суходіл та 0,20 км² — водойми.

## Демографія
Згідно з переписом 2010 року, у селищі мешкало 6065 осіб у 2512 домогосподарствах у складі 1469 родин. Густота населення становила 694 особи/км².  Було 2790 помешкань (319/км²).
Расовий склад населення:
| - 87,2 % — білих - 6,8 % — чорних або афроамериканців - 0,8 % — корінних американців - 0,7 % — азіатів - 1,4 % — осіб інших рас |

До двох чи більше рас належало 3,1 %. Частка іспаномовних становила 5,0 % від усіх жителів.
За віковим діапазоном населення розподілялося таким чином: 24,8 % — особи молодші 18 років, 57,5 % — особи у віці 18—64 років, 17,7 % — особи у віці 65 років та старші. Медіана віку мешканця становила 39,9 року. На 100 осіб жіночої статі у селищі припадало 87,8 чоловіків;  на 100 жінок у віці від 18 років та старших — 81,2 чоловіків також старших 18 років.
Середній дохід на одне домашнє господарство  становив 48 624 долари США (медіана — 41 538), а середній дохід на одну сім'ю — 57 403 долари (медіана — 46 719). Медіана доходів становила 42 974 долари для чоловіків та 37 303 долари для жінок. За межею бідності перебувало 17,4 % осіб, у тому числі 19,4 % дітей у віці до 18 років та 6,9 % осіб у віці 65 років та старших.
Цивільне працевлаштоване населення становило 2302 особи. Основні галузі зайнятості: освіта, охорона здоров'я та соціальна допомога — 25,8 %, виробництво — 25,6 %, роздрібна торгівля — 9,3 %, мистецтво, розваги та відпочинок — 8,0 %.